# Sune Jonsson
Pour les articles homonymes, voir Jonsson.
Sune Jonsson, né le 20 décembre 1930 à Nyåker et mort le 30 janvier 2009 à Umeå dans la province de Botnie Occidentale en Suède, est un photographe social, écrivain et artiste suédois. Son œuvre documentaire est comparable à celle de Walker Evans et August Sander.

## Expositions et collections
- 2012 : « Sune Jonsson / Walker Evans — Deux maîtres de la photographie sociale : regards croisés Suède / USA », Musée des beaux-arts, Caen.

## Récompenses
- 1993, prix Hasselblad
- 2007, Prix suédois du livre photographique

## Publications
- The Village with the Blue House, éditions Steidl
- Images of the Children of Grace, éditions Steidl
- Monographie, éditions Steidl